# Malawaj
Malawaj (en hebreo: מלאווח o מלווח‎, en árabe: ملوح‎) es un pan frito tradicional en la gastronomía israelí con orígenes en las comunidades judías de Yemen.
El Malawaj consiste de varias capas de masa de hojaldre cepilladas con aceite, o grasa, y se fríe en una sartén. Tradicionalmente se sirve con huevos duros y salsa picante (jarif). El Malawaj es muy versátil y se puede servir también con mermelada o miel.
En sus orígenes el Malawaj era un alimento básico en la dieta de los judíos yemenitas y tras las inmigraciones de estos a Israel se ha convertido en un alimento consumido por israelíes de todas las etnias. Algunas recetas utilizan Malawaj congelado como sustituto de la masa .
En Somalia se consume un Malawaj de gusto y textura similar con manteca y miel, generalmente durante el desayuno. Es similar además con el Paratha, popular en la cocina india y con el Msemmen consumido en el Magreb.